# Shui Qingxia
Shui Qingxia (kinesiska: 水庆霞), född den 18 december 1966, är en kinesisk fotbollsspelare. Vid fotbollsturneringen under OS 1996 i Atlanta ingick hon i det kinesiska lag som tog silver.